# الورد (تگزاس)
الورد، تگزاس (به انگلیسی: Alvord, Texas) یک منطقهٔ مسکونی در ایالات متحده آمریکا است که در تگزاس واقع شده است.

## خصوصیات
الورد ۳٫۶ کیلومترمربع مساحت و ۱٬۳۳۴ نفر جمعیت دارد و ۲۶۸ متر بالاتر از سطح دریا واقع شده است.